# داود أباد (سردشت)
داود أباد هي قرية في مقاطعة سردشت، إيران. يقدر عدد سكانها بـ 537 نسمة بحسب إحصاء 2016.